# U-679
Unterseeboot 679 foi um submarino alemão do Tipo VIIC, pertencente a Kriegsmarine que atuou durante a Segunda Guerra Mundial.

## Comandantes
| Comandante                     | Data                                           |
| ------------------------------ | ---------------------------------------------- |
| Oblt. (R) Friedrich Breckwoldt | 29 de novembro de 1943 - 20 de outubro de 1944 |
| Oblt. Eduard Aust              | 21 de outubro de 1944 - 9 de janeiro de 1945   |

## Subordinação
Durante o seu tempo de serviço, esteve subordinado às seguintes flotilhas:
| Período                                      | Flotilha                                  |
| -------------------------------------------- | ----------------------------------------- |
| 29 de novembro de 1943 - 31 de julho de 1944 | 31. Unterseebootsflottille (treinamento)  |
| 1 de agosto de 1944 - 9 de janeiro de 1945   | 8. Unterseebootsflottille (serviço ativo) |